# Finlands fodboldforbund
Suomen Palloliitto (SPL) er Finlands nationale fodboldforbund og dermed det øverste ledelsesorgan for fodbold i landet. Det administrerer Veikkausliiga og Finlands fodboldlandshold og har hovedsæde i Helsinki.
Forbundet blev grundlagt i 1907 og blev medlem af FIFA året efter. I 1954 fik det også medlemskab i UEFA.

## Præsidenter
- Walter Flander 1907–1908
- John Catani 1909
- Uno Westerholm 1910–1911
- Carolus Lindberg 1912
- Walter Qvist 1913–1917
- Erik von Frenckell 1918–1952
- Juuso Walden 1953–1963
- Osmo P. Karttunen 1963–1974
- Ove H. Rehn 1974–1975
- Jouko Loikkanen 1975–1983
- Lauri Pöyhönen 1983–1987
- Pentti Seppälä 1987–1997
- Pekka Hämäläinen 1997–2009
- Sauli Niinistö 2009–2012
- Markku Lehtola 2012
- Pertti Alaja 2012–

## Ekstern henvisning
- palloliitto.fi Arkiveret 14. august 2011 hos  Wayback Machine

| Fodbold | Spire Denne artikel om en fodboldorganisation er en spire som bør udbygges. Du er velkommen til at hjælpe Wikipedia ved at udvide den. |